# 워닝 (2021년 영화)
워닝(WARNING)은 폴란드에서 제작된 아가타 알렉산더 감독의 2021년 영화이다. 알렉스 페티퍼 등이 주연으로 출연하였다.

## 출연
- 알렉스 페티퍼
- 앨리스 이브
- 애너벨 월리스
- 베네딕트 새뮤얼
- 샤를로트 르 봉
- 가랑스 마릴리에
- 카일리 번버리
- 패트릭 슈워제네거
- 루퍼트 에버렛
- 토머스 제인
- 토니 가른
- 제임스 다시